# Kalksilikatfels

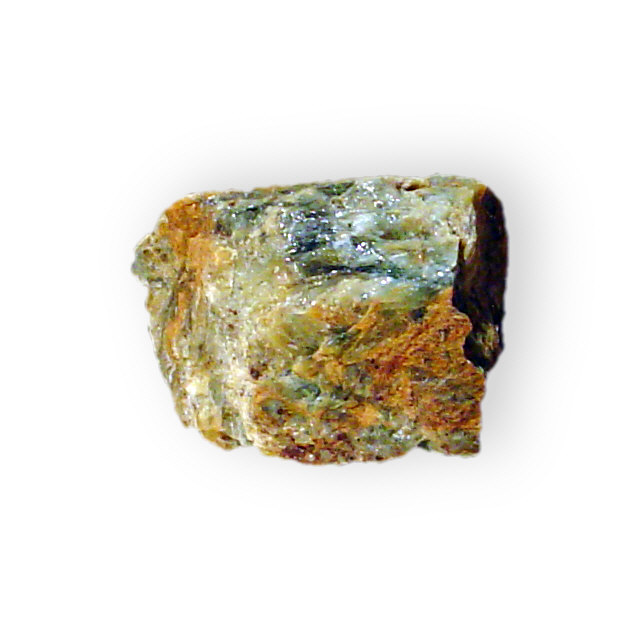
Kalksilikatfels, Fundort San Benito County, Kalifornien

Kalksilikatfels ist der Name eines metamorphen Gesteines, das aus einem mergeligen Sedimentgestein durch die Reaktion von Calcium und Silizium entstanden ist. Da das Mischungsverhältnis von Calcit und Tonmineralen in Mergeln sehr unterschiedlich sein kann und die bei der Metamorphose entstehenden Minerale auf weitere Druck- und Temperaturänderung reagieren, wobei neue Minerale entstehen, ist die Zusammensetzung der Kalksilikatfelse sehr variabel. Änderungen in der mineralogischen Zusammensetzung im Ausgangsgestein, führen zu einer Bänderung der Kalksilikatfelse, welche die ursprüngliche Schichtung widerspiegelt. Soweit die Minerale ungeregelt im Gestein vorliegen, wird der Name Kalksilikatfels verwendet, zeigt das Gestein hingegen ein engständiges Gefüge von Trennflächen, wird es als Kalksilikatgneis bezeichnet.

## Zusammensetzung
Typische Minerale von Kalksilikatgesteinen sind Calcit oder Dolomit, Quarz, ein Calcium-reicher Plagioklas, Epidot, Granat (aus der Grossular-Andradit-Mischreihe), Vesuvian, Tremolit, Diopsid und Wollastonit. In geringen Mengen tritt oft Titanit auf. Bei eisen- und magnesiumreichen Ausgangsgesteinen sind hingegen eher Hornblende, Granate aus der Almandin-Pyrop-Mischreihe, Forsterit, Prehnit, Pumpellyit, Minerale der Serpentingruppe und Talk zu finden.
Für die jeweilige mineralogische Zusammensetzung ist neben der chemischen Zusammensetzung des Ausgangsgesteins der bei der Metamorphose herrschende Druck, die Temperatur und der CO2-Partialdruck maßgeblich. Durch experimentelle Arbeiten an Mineralgemischen wurden Anfang der 1970er Jahre die exakten Druck- und Temperaturbedingungen für die Reaktion von Mineralen in Kalksilikatgesteinen bestimmt, wodurch es möglich wurde, aus den in Kalksilikatgesteinen vorgefundenen Mineralparagenesen umgekehrt auf die bei der Metamorphose herrschenden Drücke und Temperaturen zu schließen.

## Vorkommen und Nutzung
Das Gestein kommt weltweit sowohl in den tief erodierten Grundgebirgen alter Kratone, als auch in Kontaktaureolen um jüngere Intrusionen vor. Im deutschsprachigen Raum sind Vorkommen im Schwarzwald, im Bayerischen Wald oder den Zentralalpen bekannt. Kalksilikatfelse lassen sich gut schleifen und polieren und sind als Fußboden- oder Wandverkleidung in Innenräumen geeignet. Bekannte Handelsnamen sind Lapponia Green (Finnland) und Cipollino (Italien).